# Панченко, Николай Васильевич
Никола́й Васи́льевич Па́нченко (1924—2005) — русский, советский поэт и журналист, редактор.

## Биография
Родился в семье учителя математики. С 1942 года младший авиаспециалист в составе 242-го авиаполка 321-й авиадивизии на Воронежском, 1-м и 4-м Украинских фронтах. Дважды контужен и тяжело ранен. Член ВКП(б) с 1944 года.
В 1945 году вернулся в Калугу. Окончил Калужский учительский институт (1949), Высшую партийную школу (1953). Был журналистом, возглавлял областную комсомольскую газету «Молодой ленинец», работал на заводе. С 1961 года редактор Калужского книжного издательства, стал инициатором и членом редколлегии знаменитого альманаха «Тарусские страницы». В том же году переехал в Москву и был принят в СП СССР. Окончил Высшие государственные литературные курсы (1963).
В 1965 году подписал коллективное письмо в защиту Даниэля и Синявского.
Во время Перестройки один из основателей движения «Апрель». Председатель комиссии по литературному наследию В. Нарбута (с 1989).
Член редколлегии журналов «Русское богатство» (1991—1995), «День и ночь».
Скончался на 82-м году жизни 15 августа 2005 года. Похоронен на Переделкинском кладбище.
Жена — дочь Виктора Шкловского Варвара Викторовна Шкловская-Корди.

## Творчество
Лирика Панченко отражает нравственную позицию. В своих стихи на военную тему он уделяет внимание общечеловеческим, трагическим вопросам, как, впрочем, и в своей любовной лирике. Он выступает за добро, любовь и человеческую чистоту. При этом он сам и его опыт как бы отступают на задний план. Лирика Панченко основана на христианских убеждениях, призывает к готовности нести свой жизненный крест. Его стихам о назначении поэзии свойственна определённость принципов: он ставит поэта «выше царя», подчёркивает пророческий дар поэта и опасность, угрожающую ему со стороны окружения, не достигающего высот его духовности.

## Премии
- Премия журнала «Дружба народов» (2000)
- премия «Венец» (2001)
- «За честь и достоинство в литературе»
- премия имени Андрея Сахарова «За гражданское мужество писателя» (посмертно, ноябрь 2005)

## Сочинения
- Теплынь, М., Молодая гвардия,1958
- Лирическое наступление, 1960
- Необычайные приключения солнечного зайчика. Сказка. М., 1961 (в соавторстве с В. Д. Берестовым)
- Обелиски в лесу. М.: Советский писатель, 1963
- Зелёная книга. М.: Советский писатель, 1971
- Уходит дерево. М.: Советский писатель, 1976
- Остылый уголь. М.: Советский писатель, 1981.— 144 с.— 20 000 экз.
- Стихи. М.: Художественная литература, 1983 (предисловие С. Чупринина)
- Белое диво. М.: Советский писатель, 1985
- Избранное. М.: Советский писатель, 1988 (предисловие О. Постниковой);
- Осенний шум, М., Столица, 1990
- Горячий след. М.: Московский рабочий, 1994
- Живу во глубине России. М., «Соль», 1999—262 с.
- Слово о великом стоянии, 2005

## Переводы
- Лордкипанидзе З. Бегут волны Мтквари. М., 1974
- Джанян Б. Моя близкая даль. / Пер. с армянского. М., 1977
- Байрамов Н. Чудо в пустыне. / Пер. с туркменского. М., 1978
- Лифшиц М. Дождь и солнце. / Пер. с еврейского. М., 1981
- Кацев А. Доброе слово. / Пер. с еврейского. М., 1983